# Ben Jipcho
Benjamin Wabura « Ben » Jipcho (né le 1er mars 1943  à Mount Elgon District, Western Province, Kenya, et mort le 24 juillet 2020 à Eldoret) est un athlète kényan spécialiste du 3 000 mètres steeple.

## Biographie
Il découvre tardivement l'athlétisme, en 1964 à vingt-et-un ans, après avoir tenté l'expérience du football. Repéré par David Lewis, un entraîneur irlandais en stage au Kenya, il se révèle véritablement lors de la saison 1968 en réalisant les temps de 1 min 50 s sur 800 mètres et 3 min 59 s 8 sur le Mile.
Sélectionné pour les Jeux olympiques de Mexico, Ben Jipcho participe à l'épreuve du 1 500 m mais est consigné essentiellement au rôle d'équipier en vue d'amener son compatriote Kipchoge Keino au titre olympique. Imposant un train soutenu dès les premiers mètres de la finale, il permet à son aîné de distancer rapidement son rival américain Jim Ryun et de remporter la médaille d'or olympique. Ben Jipcho se classe dixième de la course en 3 min 51 s 2. Évoluant peu à peu vers le 3 000 mètres steeple, afin notamment de ne pas gêner son idole Kip Keino sur 1 500 m, il se classe deuxième des Jeux du Commonwealth britannique de 1970 derrière l'Australien Tony Manning.
Les deux Kényans se retrouvent néanmoins en finale du 3 000 m steeple des Jeux olympiques de Munich, à l'été 1972. Ben Jipcho y remporte la médaille d'argent en 8 min 24 s 6, une seconde derrière Kip Keino.
Ben Jipcho se hisse au sommet de la hiérarchie mondiale dès le début de l'année 1973 à la suite de la retraite sportive de Kip Keino en fin de saison précédente. Lors des Jeux africains de Lagos au Nigeria, le Kényan signe un doublé 5 000 m/3 000 m steeple, égalant sur cette dernière épreuve le record du monde du Suédois Anders Gärderud de 8 min 20 s 8. Le 19 juin 1973, il devient seul détenteur de la meilleure marque mondiale en établissant le temps de 8 min 19 s 8 lors du meeting d'Helsinki. Le 27 juin 1973, aux jeux mondiaux d'Helsinki, il améliore son record en 8 min 14 s 0. En octobre de la même année, il remporte la 3e édition des Foulées rennaises. Toujours la même année, il obtient sur le 3 000 m steeple la médaille d'or aux Jeux afro-latino-américains à Guadalajara.
En 1974, durant les Jeux du Commonwealth britannique de Christchurch, en Nouvelle-Zélande, Ben Jipcho réussit l'exploit de remporter trois médailles lors de trois épreuves de demi-fond et de fond. Il s'impose tout d'abord sur 5 000 m en 13 min 14 s 03, échouant à moins d'une seconde du record du monde du Britannique Brendan Foster, deuxième de la course. Il s'adjuge ensuite la médaille d'or du 3 000 m steeple en 8 min 20 s 67, puis la médaille de bronze du 1 500 m (3 min 33 s 16).
Il met un terme à sa carrière sportive en 1975.
Il décède le 24 juillet 2020 à Eldoret.

## Records
- 3 000 m steeple : 8 min 13 s 91 (1973)
- 1 500 m : 3 min 33 s 16 (1974)
- 5 000 m : 13 min 14 s 3 (1974)

## Palmarès
| Année | Compétition                      | Lieu         | Place | Épreuve         |
| ----- | -------------------------------- | ------------ | ----- | --------------- |
| 1970  | Jeux du Commonwealth britannique | Édimbourg    | 2e    | 3 000 m steeple |
| 1972  | Jeux olympiques                  | Munich       | 2e    | 3 000 m steeple |
| 1973  | Jeux africains                   | Lagos        | 1er   | 3 000 m steeple |
| 1973  | Jeux africains                   | Lagos        | 1er   | 5 000 m         |
| 1974  | Jeux du Commonwealth britannique | Christchurch | 1er   | 3 000 m steeple |
| 1974  | Jeux du Commonwealth britannique | Christchurch | 1er   | 5 000 m         |
| 1974  | Jeux du Commonwealth britannique | Christchurch | 3e    | 1 500 m         |